# TASS

Logo

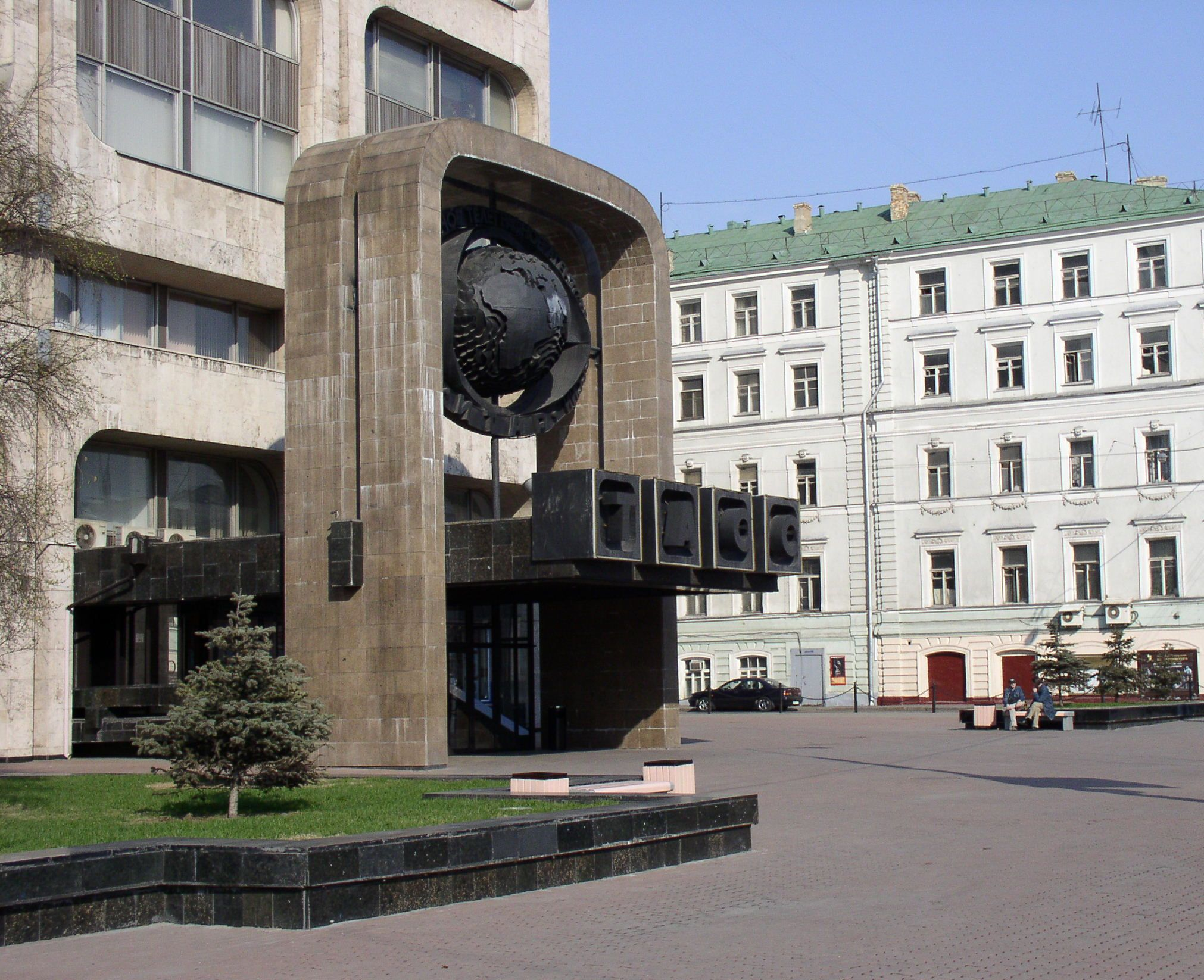
ITAR-TASS högkvarter i Moskva.

TASS (ryska ТАСС), tidigare Itar-Tass (på ryska ИТАР-ТАСС, Информационное телеграфное агентство России, Informatsionnoje telegrafnoje agentstvo Rossii), Rysslands informations- och telegrambyrå är en rysk nyhetsbyrå. Byrån är statsägd och har ett 70-tal kontor i Ryssland och omkringliggande länder, samt ett drygt 60-tal kontor i andra länder. Högkvarteret ligger i Moskva.

## Historia
ITAR-TASS har sitt ursprung i Sankt Petersburgs Telegrambyrå (SPTA) vilken bildades 1904 på uppdrag av finansministern Vladimir Kokovtsov, som ansåg att näringslivet var i stort behov av informationsutbyte med andra länder.
1914 bytte telegrafbyrån namn till Petrograds Telegrambyrå (PTA). Byrån övertogs av bolsjevikerna 1917 och utsågs bli den centrala informationsbyrån för Folkkommissariernas råd. PTA gick samman med pressbyrån för Folkkomissariernas råd och bildade Ryska Telegrambyrån (ROSTA), ur vilken Sovjetunionens Telegrambyrå - Telegrafnoje agentstvo Sovjetskovo Sojuza - (TASS) uppstod 1925.
Efter sovjettiden beordrade president Jeltsin år 1992 att byrån skulle byta namn till Rysslands Informations- och Telegrambyrå - Informatsionnoje telegrafnoje agentstvo Rossii - (ITAR). 1994 antog regeringen en resolution om ett namntillägg, man ville att det välkända TASS även fortsatt skulle ingå i nyhetsbyråns förkortning. Tillägget TASS står nu för Telegrambyrån för kommunikation och meddelanden - Telegrafnoje agentstvo svazi i soobsjtjenija - (Телеграфное агентство связи и сообщения).